# Sebaea ovata
Sebaea ovata là một loài thực vật có hoa trong họ Long đởm. Loài này được (Labill.) R. Br. miêu tả khoa học đầu tiên.